# Laura Carli
Laura Carli (29 de mayo de 1906 – 15 de agosto de 2005) fue una actriz teatral, radiofónica, cinematográfica y televisiva de nacionalidad italiana.

## Biografía
Nacida en Forlì, Italia, su verdadero nombre era Laura Russo. Madre del actor y doblador Carlo Baccarini y abuela de la actriz Maria Laura Baccarini, fue también, por afición, escultora en arcilla. Amiga del maestro Memo Benassi, fue afectuosamente llamada por él Mi Samaritana.
Debutó en 1932 en la compañía de Renzo Ricci, pasando más adelante a otras compañías, y trabajando de manera intensa y continua en el teatro y en la radio. Tras la Segunda Guerra Mundial se inició en el cine, aunque limitándose a interpretar papeles de reparto en cintas de bajo presupuesto.
Carli dedicó buena parte de su carrera al doblaje y a la televisión (actuó en Jane Eyre, miniserie de 1957 dirigida por Anton Giulio Majano). Para la compañía Disney dio voz al Hada Madrina en La Cenicienta (1950).
Laura Carli falleció en Forlì en 2005.

## Filmografía
- Fiori d'arancio, de Dino Hobbes Cecchini (1944)
- Vi saluto dall'altro mondo, de Dino Hobbes Cecchini (1945)
- I fratelli Karamàzov, de Giacomo Gentilomo (1947)
- Il corriere del re, de Gennaro Righelli (1947)
- Biancaneve e i sette ladri, de Giacomo Gentilomo (1949)
- L'ultimo incontro, de Gianni Franciolini (1951)
- Melodie immortali, de Giacomo Gentilomo (1952)
- Cinque poveri in automobile, de Mario Mattoli (1952)
- Perdonami!, de Mario Costa (1953)
- Il cantante misterioso, de Marino Girolami (1954)
- Moglie e buoi, de Leonardo De Mitri (1956)
- Una voce una chitarra un po' di luna, de Giacomo Gentilomo (1956)
- Vacanze a Ischia, de Mario Camerini (1957)
- C'è un sentiero nel cielo, de Marino Girolami (1957)
- Brevi amori a Palma di Majorca, de Giorgio Bianchi (1959)
- I cosacchi, de Giorgio Rivalta (1959)
- I bellimbusti, de Claude Chabrol (1960)

## Televisión
- I tesori del cielo, de Enrico Colosimo (1956)
- Piccolo mondo antico (1957)
- Il romanzo di un giovane povero (1957)
- Il caso Maurizius (1961)
- I fratelli Karamàzov (1969)
- All'ultimo minuto (1973, episodio L'ultima cifra)

## Actriz de voz

### Film de animación
- Hada madrina en La Cenicienta (1950)

## Teatro radiofónico en la RAI
- Il ritorno di Ulisse (1953), de Stanislaw Wyspiansky, dirigida por Pietro Masserano Taricco, con Annibale Ninchi y Mario Colli, entre otros.
- Fausto (1953), de Wolfgang Goethe, dirigida por Corrado Pavolini, con Arnoldo Foà y Memo Benassi, entre otros.
- La gelosia (1957), de  Anton Francesco Grazzini, dirigida por Corrado Pavolini, con Gustavo Conforti y Renato Cominetti, entre otros.